# فالفرد دو لوس أرويوس
فالفرد دو لوس أرويوس (بالإسبانية: Valverde de los Arroyos)‏ هي municipality of Spain تقع في إسبانيا في غوادالاخارا (مقاطعة).